# Пыча (приток Ревун-Шара)
Пыча (в верхнем течении — Пыча-Войвож; устар. Большая Пыча, Большая Печа, Пишта) — река в России, течет по территории Ижемского района Республики Коми. Устье реки находится в 15 км по правому берегу протоки Ревун-Шар на высоте 17 м над уровнем моря. Длина реки составляет 68 км (вместе с Пыча-Войвож — 130 км).

## Данные водного реестра
По данным государственного водного реестра России относится к Двинско-Печорскому бассейновому округу, водохозяйственный участок реки — Печора от впадения реки Уса до водомерного поста Усть-Цильма, речной подбассейн реки — Печора ниже впадения Усы. Речной бассейн реки — Печора.
Код объекта в государственном водном реестре — 03050300112103000075397.